# Erik Hirsch
Erik Simon Hirsch, född 26 juli 1872 i Stockholm, död 11 oktober 1946 i Stockholm
, var en svensk industriman. 
Erik Hirsch avlade studentexamen i Gävle 1890 och var därefter anställd i utländska och svenska järn- och maskinaffärer. Han grundade AB Pump-Separator 1903, för vilket han därefter var styrelseledamot och verkställande direktör. Avsikten var att producera den av Carl Alrik och Oscar Hult patenterade pumpseparatorn för mejerier. Verksamheten var förlagd till en industribyggnad på Igeldammsgatan i Stockholm, vilken tidigare tillhört AB Centrator. Produktionen blev en internationell framgång och fabriken kom sedermera att utvidgas, innan verksamheten 1928 flyttades till AB Separator (sedermera Alfa Laval). Frisch var bror till Frank Hirsch. Bröderna Hirsch grundade 1929 AB Industricentralen i Stockholm.
Han var den förste ägaren till inomskärskryssaren M/Y Ta-Ta, ritad av Ruben Östlund och byggd på Fröbergs varv i Lidingö 1932–1933.
Hirsch gifte sig 1909 med Lisa Sachs som föddes 1887 och dotter till Max Sachs och Minna Heilbronn. Makarna Hirsch fick barnen är Greta Wästberg, Ernst Hirsch och Margot Höjering.